# Prohydata propinqua
Prohydata propinqua är en fjärilsart som beskrevs av Louis Beethoven Prout 1910. Prohydata propinqua ingår i släktet Prohydata och familjen mätare. Inga underarter finns listade i Catalogue of Life.